# The King & I
The King & I — совместный альбом американской R&B-певицы Faith Evans и покойного рэпера The Notorious B.I.G., выпущенный 19 мая 2017 года на лейбле Rhino Entertainment.
В альбоме дуэта 25 песен, и он рассказывает историю о жизни, которую Фэйт прожила с Бигги: начиная с женитьбы всего через девять дней после встречи и заканчивая безвременной кончиной в 1997 году. Большинство куплетов Бигги были ранее опубликованы, кроме двух никогда прежде не выходивших в свет.
Музыку к альбому написали продюсеры, которые работали с Бигги ещё при жизни (Stevie J, Chucky Thompson и DJ Premier), а также Salaam Remi, для которого это сотрудничество стало дебютным. Ещё один продюсер, Just Blaze, ранее привлекался к работе в 2005 году для песни «Living In Pain». В записи альбома приняли участие рэперы Lil' Cease, Snoop Dogg, Busta Rhymes, Lil' Kim, Sheek Louch, Styles P, Jadakiss и другие.
The King & I достиг 65 места в чарте Billboard 200 и 31 места в чарте Top R&B/Hip Hop Albums в американском журнале Billboard. По состоянию на февраль 2018 года в США было продано 24 тысячи экземпляров альбома.
Японское издание альбома, а также американское издание компании Best Buy содержит два бонус-трека, которые не попали в основной альбом: «Body Language» и «My B».

## Предыстория
В интервью для американского журнала HuffPost Фэйт Эванс рассказала, что идея создания альбома пришла к ней, когда она впервые увидела видео на песню «Unforgettable» в исполнении Натали Коул с использованием вокала её покойного отца Нэт Кинг Коула. Тогда Фэйт решила сделать что-то подобное с вокалом Бигги. Тем более что мама покойного рэпера, мисс Уоллес, положительно отнеслась к этому. В 2014 году её адвокат напомнил ей об этом и предложил встретиться с людьми, которые когда-то приобрели оригинальные записи вокала Бигги, и, как оказалось, они были очень заинтересованы в бизнесе. Фэйт ещё не знала, каким будет альбом, но уже твёрдо знала, что выпустит его где угодно, только не на лейбле Bad Boy Records, опасаясь, что оригинальные записи могут быть куплены кем-то ещё.

## Синглы
«NYC» с участием Jadakiss был выпущен в качестве основного сингла из альбома в январе 2017 года, в марте сингл появился на радио, а музыкальный клип был выпущен в августе.
«When We Party» со Snoop Dogg был выпущен в качестве второго сингла в январе (через несколько дней после основного), и также появился на радио в марте. В мае был выпущен ремикс, сделанный Matoma, а музыкальное видео было выпущено в октябре.
«Legacy» является третьим синглом, он получил музыкальное видео, которое было выпущено в апреле.
«Ten Wife Commandments» - четвёртый сингл, выпущенный на радио, с музыкальным клипом, выпущенным в январе 2018 года.

## Приём критиков
| Оценки критиков  | Оценки критиков |
| Источник         | Оценка          |
| ---------------- | --------------- |
| AllMusic         | [ 12 ]          |
| Pitchfork        | 4.5/10          |
| The Guardian     | [ 14 ]          |
| The Musical Hype | [ 15 ]          |
| HotNewHipHop     | HOTTTTT         |

The King & I имел коммерческий успех и получил смешанные критические отзывы. Энди Келлман из AllMusic написал, что «The King & I - это скорее релиз Faith Evans, который часто сэмплирует голос The Notorious B.I.G., чем это третий посмертный альбом B.I.G. Это растянувшаяся ностальгическая поездка через отношения дуэта, которая даже включает в себя интерлюдию, в которой Джамал Вулард повторяет свою главную роль Notorious… Кроме того мать Бигги, Волетта, зачисленная в качестве соисполнительного продюсера вместе с дочерью и сыном Эванс и Бигги, вспоминает отношения с её покойным сыном и его невесткой.»
Журнал Rolling Stone написал про неизданные акапеллы Бигги, использованные в альбоме: «The King & I также предлагает скромный археологический вклад, раскопав два ранее не выпущенных вокала B.I.G. В отличие от таких артистов, как Тупак и Принс, „B.I.G. не имеет большого количества материала, который люди не слышали“, — говорит Эванс. Но у неё был доступ к некоторым старым кассетам из Atlantic Records, который когда-то был домом для B.I.G. Junior M.A.F.I.A. и Lil' Kim. «На самом деле я использовала несколько исходных демо B.I.G.: одну акапеллу, которую он записал для Lil' Kim, и одну, которую он записал для альбома Junior M.A.F.I.A.», — объясняет Эванс. «Если вы не были в той студии, когда он записал их, вы этого не слышали». Она также использовала старый фристайл B.I.G. на радио, который услышали бы только те, кто в тот момент настраивался на эфир.».
Британская газета The Guardian негативно отозвалась об альбоме: «Активная карьера Бигги длилась менее трёх лет, но его наследники до сих пор бродят по кладбищу с лопатой и простынёй. Бывшая жена Фэйт Эванс могла бы предстать с некоторыми впечатляющими вокальными данными, но её тщательное сохранение его наследия полностью упускает из виду самое главное. Бигги был чудовищной, интуитивной смесью грязи и класса, секса и смерти, трагедии и комедии. Он никогда не был скучным, в отличие от этого сборника утомлённого продакшена и слащавых интерлюдий. Дуэты должны быть встречами равных. Вместо этого, величайший рэпер всех времён подпирается снизу разинув рот и открытыми глазами в углу каждого трека — меньше The King & I, больше Уикенда у Бигги.».

## Список композиций
| #   | Название                                                    | Оригинальная акапелла                                                               | Продюсеры                                             | Длительность |
| --- | ----------------------------------------------------------- | ----------------------------------------------------------------------------------- | ----------------------------------------------------- | ------------ |
| 01. | «A Billion»                                                 |                                                                                     | Faith Evans, Stevie J                                 | 0:59         |
| 02. | «Legacy»                                                    | «Would You Die For Me?» (1999)                                                      | Faith Evans, Stevie J                                 | 4:11         |
| 03. | «Beautiful (Interlude)»                                     |                                                                                     | Chucky Thompson                                       | 0:30         |
| 04. | «Can’t Get Enough»                                          | «Bust a Nut» by Luke (1996)                                                         | Faith Evans, James Poyser, Salaam Remi                | 3:53         |
| 05. | «Don’t Test Me»                                             | «Gettin' Money (The Get Money Remix)» by Junior M.A.F.I.A. (1996)                   | Faith Evans, Salaam Remi                              | 3:48         |
| 06. | «Big/Faye (Interlude)» (feat. Jamal Woolard)                |                                                                                     | Jeffrey «J.Dub» Walker                                | 1:28         |
| 07. | «Tryna Get By»                                              | «Sky’s The Limit» (1997)                                                            | Faith Evans, J. Drew Sheard II                        | 3:46         |
| 08. | «The Reason»                                                | «Why You Tryin' to Play Me?» by Aaron Hall (2000)                                   | Just Blaze                                            | 3:38         |
| 09. | «I Don’t Want It» (feat. Lil' Cease)                        | Исходный трек для «We Don’t Want It» by Junior M.A.F.I.A. (1996) (ранее неизданное) | Beat Nick Dee, Faith Evans, Fredwreck                 | 3:29         |
| 10. | «I Got Married (Interlude)» (feat. Mama Wallace)            |                                                                                     | Faith Evans, Stevie J                                 | 2:26         |
| 11. | «Ten Wife Commandments»                                     | «Ten Crack Commandments» (1997)                                                     | Faith Evans, J.D. Sheard II, DJ Battlecat (scratches) | 3:47         |
| 12. | «We Just Clicked (Interlude)» (feat. Mama Wallace)          |                                                                                     | Faith Evans, Stevie J                                 | 1:05         |
| 13. | «A Little Romance»                                          | «Fuck You Tonight» (1997)                                                           | Battlecat, Preach Bal4, Faith Evans                   | 3:04         |
| 14. | «The Baddest (Interlude)»                                   |                                                                                     | Faith Evans, Stevie J, DJ Hurricane (scratches)       | 0:43         |
| 15. | «Fool For You»                                              |                                                                                     | Chucky Thompson, Faith Evans                          | 4:22         |
| 16. | «Crazy (Interlude)» (feat. 112 and Mama Wallace)            |                                                                                     | Chucky Thompson, Faith Evans                          | 1:13         |
| 17. | «Got Me Twisted»                                            | «Things Done Changed» (1994)                                                        | Faith Evans, Jeffrey «J.Dub» Walker, Puff Daddy       | 2:54         |
| 18. | «When We Party» (feat. Snoop Dogg)                          | «Goin' Back To Cali» (1997)                                                         | Faith Evans, J.D. Sheard II, Puff Daddy               | 3:27         |
| 19. | «Somebody Knows» (feat. Busta Rhymes)                       | «Who Shot Ya?» (1995)                                                               | Faith Evans, James Poyser, Salaam Remi                | 5:15         |
| 20. | «Take Me There» (feat. Sheek Louch and Styles P)            | Исходный трек для «Drugs» by Lil' Kim (1996) (ранее неизданное)                     | Just Blaze                                            | 4:01         |
| 21. | «One In The Same»                                           | «Respect» (1994)                                                                    | Faith Evans, James Poyser, Salaam Remi                | 3:25         |
| 22. | «I Wish (Interlude)» (feat. Kevin McCall and Chyna Tahjere) |                                                                                     | Faith Evans, Kevin McCall, Jr.                        | 1:27         |
| 23. | «Lovin' You For Life» (feat. Lil' Kim)                      | «Miss U» (1997)                                                                     | Faith Evans, Lamar «MyGuyMars» Edwards                | 3:49         |
| 24. | «NYC» (feat. Jadakiss)                                      | «Mumblin' & Whisperin'» (1991)                                                      | DJ Premier, Faith Evans                               | 3:29         |
| 25. | «It Was Worth It»                                           |                                                                                     | Faith Evans, Stevie J                                 | 1:58         |

## Бонус-треки
| #   | Название        | Оригинальная акапелла    | Продюсеры                   | Длительность |
| --- | --------------- | ------------------------ | --------------------------- | ------------ |
| 26. | «Body Language» | «Nasty Boy» (1997)       | Faith Evans, J.D. Sheard II | 3:20         |
| 27. | «My B»          | «Me And My Bitch» (1994) | Faith Evans, J.D. Sheard II | 3:15         |

## Чарты

### Еженедельные чарты
| Чарт (2017)                            | Высшая позиция |
| -------------------------------------- | -------------- |
| США (Billboard 200)                    | 65             |
| США (Billboard Top R&B/Hip-Hop Albums) | 31             |
| Бельгия/Фландрия (Ultratop)            | 132            |
| Australian Albums (ARIA)               | 85             |